# Carl Frederik Hendrik Engelen
Carl Frederik Hendrik Engelen (Lochem, 11 februari 1835 – Baarn, 22 juni 1926) was burgemeester van Strijen en Sommelsdijk. 
Carl Frederik Hendrik Engelen was zoon van Johan Arnold Engelen en Lutera Maria Romeijn. In 1874 trouwde hij in IJzendoorn met Johanna Wilhelmina Brandes. Met haar kreeg hij twee zoons en een dochter. Zijn vrouw was eigenaresse van specerijperk Raning op de Banda-eilanden. Na haar overlijden trouwde hij in 1917 in Den Haag met Michaëline Wilhelmina van Vlierden.

## Burgemeester van Strijen en Sommelsdijk
In 1866 volgde hij A. de Rooy op als burgemeester van Strijen. Hij zou dat ambt bekleden tot 1870. 
In 1870 verruilde hij het burgemeestersambt met Johannes Noltenius van Elsbroek van Sommelsdijk. Nolthenius van Elsbroek had daarvoor onenigheid gekregen met de Sommelsdijkse gemeenteraad toen bleek dat hij de Gemeentewet niet goed kende. De onenigheid werd nog groter toen Nolthenius jaar op jaar aangaf dat er in Sommelsdijk geen passende woning voor hem was, zodat hij in Middelharnis, dus buiten de gemeente Sommelsdijk bleef wonen. Op 15 december 1870 werd daarom Engelen benoemd als burgemeester en nadien ook als secretaris in de gemeente Sommelsdijk. Nolthenius van Elsbroek werd in datzelfde jaar benoemd in Engelens vorige gemeente Strijen. Dat ook Engelen buiten Sommelsdijk (in Dirksland) ging wonen maakte zijn verhouding met de gemeenteraad van Sommelsdijk er niet eenvoudiger op. Toen Engelen in de zomer van 1872 de gemeenterekening bij de raad indiende, voordat die rekening was gecontroleerd, werd hem te verstaan gegeven dat ook hij zich aan de gemeentewet diende te houden. En dat hij anders dezelfde weg kon gaan als zijn voorganger. 
Engelen zou tot 1876 burgemeester van Sommelsdijk blijven.
Na zijn eervol ontslag in Sommelsdijk vestigde Engelen zich in Rotterdam maar woonde later in Den Haag. Aan het eind van zijn leven bewoonde hij villa Heuveloord, aan de Eemnesserweg in Baarn. Hij werd op 91-jarige leeftijd begraven op de Nieuwe Algemene begraafplaats in Baarn.

## Nevenactiviteiten
- In Den Haag was Engelen commissaris-secretaris van de NV Haagsche Porcelein- en Kunst-aardewerkfabriek Rozenburg.[4] Engelen verloor de binding met zijn geboorteplaats Lochem niet. In Den Haag was hij lid van de Vereeniging tot Beoefening van Geldersche Geschiedenis, Oudheidkunde en Recht.[5]
- In 1893 had Engelen zitting in het Haagse college van regenten van de Vereeniging "de Sophia-Stichting".[6]
- In 1914 werd hij lid van het Algemeen-Nederlands Verbond[7] Als woonadres wordt dan Alexander Gogelweg 2 in Zorgvliet Den Haag genoemd. In dat pand werd in de twintigste eeuw een ambassade gevestigd.